# Філіп Прпіч
Філіп Прпіч (швед. Filip Prpic; нар. 26 травня 1982) — колишній шведський тенісист.
Найвищу одиночну позицію світового рейтингу — 194 місце досяг 1 травня 2006, парну — 277 місце — 30 жовтня 2006 року.
Завершив кар'єру 2012 року.

## Фінали ATP Челленджер і ITF Ф'ючерс

### Одиночний розряд: 13 (9–4)
| Легенда              |
| -------------------- |
| ATP Челленджер (2–1) |
| ITF Ф'ючерс (7–3)    |

| Фінали за покриттям |
| ------------------- |
| Тверде (8–2)        |
| Ґрунт (1–2)         |
| Трава (0–0)         |
| Килим (0–0)         |

| Результат | В-П | Дата     | Турнір                   | Рівень     | Покриття | Суперник          | Рахунок            |
| --------- | --- | -------- | ------------------------ | ---------- | -------- | ----------------- | ------------------ |
| Перемога  | 1–0 | Тра 2003 | Korea F4, Соґвіпхо       | Ф'ючерс    | Тверде   | Park Seung-Kyu    | 6–0, 6–3           |
| Перемога  | 2–0 | Чер 2004 | Кувейт F1, Meshref       | Ф'ючерс    | Тверде   | Іво Клець         | 6–3, 6–3           |
| Перемога  | 3–0 | Чер 2004 | Кувейт F2, Meshref       | Ф'ючерс    | Тверде   | Іво Клець         | 7–6(7–3), 6–2      |
| Перемога  | 4–0 | Лип 2005 | Вальядолід, Іспанія      | Челленджер | Тверде   | Джиммі Ванг       | 6–2, 7–6(7–5)      |
| Поразка   | 4–1 | Кві 2006 | Велика Британія F6, Бат  | Ф'ючерс    | Тверде   | Жо-Вілфрід Тсонга | 3–6, 1–6           |
| Перемога  | 5–1 | Кві 2006 | Лансароте, Іспанія       | Челленджер | Тверде   | Жо-Вілфрід Тсонга | 3–6, 6–3, 6–4      |
| Перемога  | 6–1 | Чер 2007 | Італія F16, Чезена       | Ф'ючерс    | Ґрунт    | Едуардо Шванк     | 6–4, 6–2           |
| Поразка   | 6–2 | Чер 2007 | Нідерланди F1, Алкмар    | Ф'ючерс    | Ґрунт    | Нік ван дер Мер   | 0–6, 4–6           |
| Поразка   | 6–3 | Сер 2007 | Італія F27, Больцано     | Ф'ючерс    | Ґрунт    | Дієго Хункейра    | 7–6(7–2), 3–6, 3–6 |
| Перемога  | 7–3 | Лис 2008 | ОАЕ F2, Ель-Фуджайра     | Ф'ючерс    | Тверде   | Джеймс Ворд       | 7–6(7–5), 6–1      |
| Поразка   | 7–4 | Бер 2009 | Khorat, Таїланд          | Челленджер | Тверде   | Андреас Бек       | 5–7, 3–6           |
| Перемога  | 8–4 | Вер 2009 | Італія F28, Порто-Торрес | Ф'ючерс    | Тверде   | Адріанс Жгунс     | 6–3, 6–2           |
| Перемога  | 9–4 | Вер 2010 | Італія F27, Брузапорто   | Ф'ючерс    | Тверде   | Лауринас Грігеліс | 6–3, 6–4           |

### Парний розряд: 11 (6–5)
| Легенда              |
| -------------------- |
| ATP Челленджер (2–3) |
| ITF Ф'ючерс (4–2)    |

| Фінали за покриттям |
| ------------------- |
| Тверде (3–4)        |
| Ґрунт (3–1)         |
| Трава (0–0)         |
| Килим (0–0)         |

| Результат | В-П | Дата     | Турнір                     | Рівень     | Покриття | Партнер          | Суперники                                   | Рахунок                 |
| --------- | --- | -------- | -------------------------- | ---------- | -------- | ---------------- | ------------------------------------------- | ----------------------- |
| Поразка   | 0–1 | Чер 2001 | Німеччина F6, Кассель      | Ф'ючерс    | Ґрунт    | Йон Вальмарк     | Орест Терещук Дмитро Томашевич              | 7–5, 3–6, 1–6           |
| Перемога  | 1–1 | Вер 2001 | Польща F3, Вроцлав         | Ф'ючерс    | Ґрунт    | Роберт Ліндстедт | Олів'є Ле Жен Петер Лучак                   | 7–6(7–4), 6–7(5–7), 6–4 |
| Поразка   | 1–2 | Кві 2006 | Кардіфф, Велика Британія   | Челленджер | Тверде   | Б'єрн Ренквіст   | Філіпп Пецшнер Александер Пея               | 6–4, 3–6, [7–10]        |
| Поразка   | 1–3 | Сер 2006 | Сеговія, Іспанія           | Челленджер | Тверде   | Юган Ландсберг   | Пол Бакканелло Кріс Гуччоне                 | 3–6, 6–7(2–7)           |
| Перемога  | 2–3 | Жов 2006 | Ноттінгем, Велика Британія | Челленджер | Тверде   | Ніколя Турт      | Джеймі Дельгадо Джеймі Маррей               | 6–4, 4–6, [10–7]        |
| Перемога  | 3–3 | Бер 2008 | Італія F3B, Рим            | Ф'ючерс    | Ґрунт    | Мірко Назоні     | Леонардо Аццаро П'єтро Фануччі              | 7–6(7–3), 6–3           |
| Поразка   | 3–4 | Лис 2008 | ОАЕ F2, Ель-Фуджайра       | Ф'ючерс    | Тверде   | Томас Кроманн    | Денис Молчанов Іван Сергєєв                 | 6–2, 5–7, [5–10]        |
| Перемога  | 4–4 | Лют 2009 | Італія F2, Тренто          | Ф'ючерс    | Тверде   | Леонардо Аццаро  | Давіде Делла Томмасіна Алессандро Джаннессі | 6–3, 6–1                |
| Перемога  | 5–4 | Сер 2009 | Стамбул, Туреччина         | Челленджер | Тверде   | Фред Жіл         | Григор Димитров Marsel Ilhan                | 3–6, 6–2, [10–6]        |
| Поразка   | 5–5 | Лип 2010 | Пособланко, Іспанія        | Челленджер | Тверде   | Браян Баттістоун | Марсель Гранольєрс Херард Гранольєрс-Пухоль | 4–6, 6–4, [4–10]        |
| Перемога  | 6–5 | Кві 2011 | Італія F4, Рим             | Ф'ючерс    | Ґрунт    | Леандро Мігані   | Франческо Альді Марко Чеккінато             | 6–3, 3–6, [10–6]        |

## Часовий графік результатів
| W | Ф | ПФ | ЧФ | #Р | КТ | К# | P# | DNQ | A | Z# | PO | G | S | B | NMS | NTI | P | NH |

### Одиночний розряд
| Турніри Великого шлему                 |     |     |     |     |     |       |     |   |
| Відкритий чемпіонат Австралії з тенісу |     | К2р | К2р | К2р | К1р | 0 / 0 | 0–0 | – |
| Відкритий чемпіонат Франції з тенісу   |     | К2р | К2р |     | К1р | 0 / 0 | 0–0 | – |
| Вімблдонський турнір                   |     | К3р | К1р |     | К1р | 0 / 0 | 0–0 | – |
| Відкритий чемпіонат США з тенісу       | К1р | К1р | К2р |     | К3р | 0 / 0 | 0–0 | – |
| В-П                                    | 0–0 | 0–0 | 0–0 | 0–0 | 0–0 | 0 / 0 | 0–0 | – |